# Elisabeth Binder
Elisabeth Binder es una doctora en medicina y neurocientífica especializada en el estudio de los trastornos del estado de ánimo y la ansiedad. Es directora del Departamento de Investigación Traslacional del Instituto de Psiquiatría Max Planck en Múnich, Alemania. Además es miembro del Comité Ejecutivo del Colegio Europeo de Neuropsicofarmacología (ECNP).

## Carrera
Binder se recibió de la Universidad de Viena (1995) y completó su doctorado en neurociencia en la Universidad de Emory en Atlanta, Georgia (2000).  Desde 2004, ha sido profesora asociada en el Departamento de Psiquiatría y Ciencias del Comportamiento en la Escuela de Medicina de la Universidad de Emory.  En 2007 se convirtió en líder de un grupo de investigación en el Instituto de Psiquiatría Max Planck en Múnich, Alemania. Desde 2013 ha sido la Directora del Departamento de Investigación Traslacional en Psiquiatría del Instituto.
Como Directora de Investigación Traslacional en Psiquiatría, su principal foco de investigación es la identificación de mecanismos mediante los cuales las variantes genéticas y la exposición ambiental interactúan para influir en la reactividad al estrés y, a través de estos, el riesgo de trastornos afectivos y de ansiedad. 

### Premios
Ha sido galardonada con el Premio Theodore Reich Young Investigator, otorgado por la Sociedad Internacional de Genética Psiquiátrica y el Premio Max Hamilton, otorgado a científicos que han hecho contribuciones destacadas al campo, otorgado por el Colegio Internacional de Neuropsicofarmacología (CINP).

### Posiciones de confianza y evaluaciones de investigación.
Es miembro del Centro de Neurociencias de Múnich, así como miembro de la facultad asociada de la Escuela de Graduados de Neurociencias Sistémicas de la Universidad Ludwig Maximilian de Múnich y miembro del Comité Ejecutivo del Colegio Europeo de Neuropsicofarmacología (ECNP). 

## Publicaciones
Binder ha publicado extensivamente, entre otras están.
- Mehta, Divya; Klengel, Torsten; Conneely, Karen N.; Smith, Alicia K.; Altmann, André; Pace, Thaddeus W.; Rex-Haffner, Monika; Loeschner, Anne; Gonik, Mariya; Mercer, Kristina B.; Bradley, Bekh; Müller-Myhsok, Bertram; Ressler, Kerry J.; Binder, Elisabeth B. (14 de mayo de 2013). «Childhood maltreatment is associated with distinct genomic and epigenetic profiles in posttraumatic stress disorder». PNAS (National Academy of Sciences) 110 (20): 8302-8307. Bibcode:2013PNAS..110.8302M. PMC 3657772. PMID 23630272. doi:10.1073/pnas.1217750110. Consultado el 4 de noviembre de 2015.
- Klengel, Torsten; Mehta, Divya; Anacker, Christoph; Rex-Haffner, Monika; Pruessner, Jens C.; Pariante, Carmine M.; Pace, Thaddeus W. W.; Mercer, Kristina B.; Mayberg, Helen S.; Bradley, Bekh; Nemeroff, Charles B.; Holsboer, Florian; Heim, Christine M.; Ressler, Kerry J.; Rein, Theo; Binder, Elisabeth B. (2013). «Allele-specific FKBP5 DNA demethylation mediates gene–childhood trauma interactions». Nature Neuroscience (Nature Publishing Group) 16 (1): 33-41. PMC 4136922. PMID 23201972. doi:10.1038/nn.3275.
- Mehta, Divya; Gonik, Mariya; Klengel, Torsten; Rex-Haffner, Monika; Menke, Andreas; Rubel, Jennifer; Mercer, Kristina B.; Pütz, Benno; Bradley, Bekh; Holsboer, Florian; Ressler, Kerry J.; Müller-Myhsok, Bertram; Binder, Elisabeth B. (septiembre de  2011). «Polymorphisms in FKBP5 define biologically distinct subtypes of PTSD: evidence from endocrine and gene expression studies». Arch Gen Psychiatry 68 (9): 901-910. PMC 3686481. PMID 21536970. doi:10.1001/archgenpsychiatry.2011.50.
- Binder, Elisabeth B.; Bradley, Rebekah G.; Liu, Wei; Epstein, Michael P.; Deveau, Todd C.; Mercer, Kristina B.; Tang, Yilang; Gillespie, Charles F.; Heim, Christine M.; Nemeroff, Charles B.; Schwartz, Ann C.; Cubells, Joseph F.; Ressler, Kerry J. (28 de marzo de 2008). «Association of FKBP5 polymorphisms and childhood abuse with risk of Posttraumatic Stress Disorder symptoms in adults». JAMA 299 (11): 1291-305. PMC 2441757. PMID 18349090. doi:10.1001/jama.299.11.1291. Consultado el 4 de noviembre de 2015.